# Dekarboksylaza ornityny

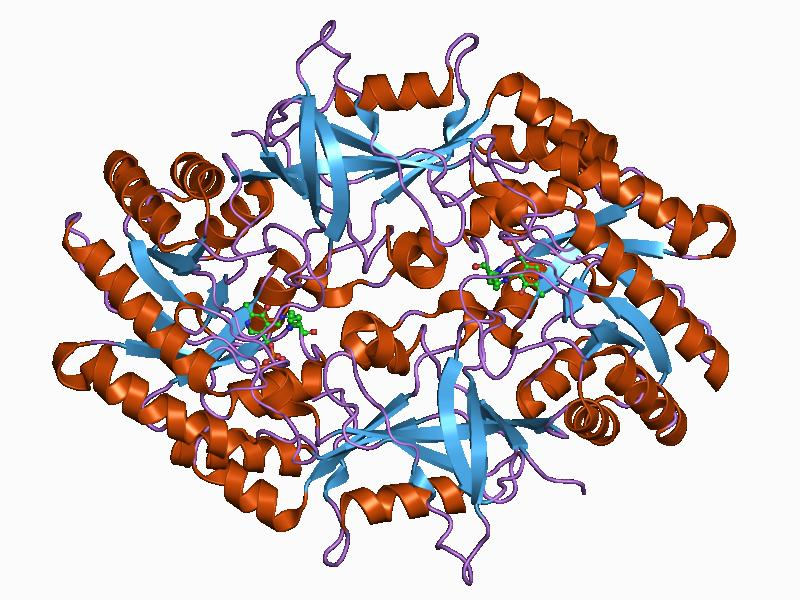
Trójwymiarowa struktura dekarboksylazy ornitynowej w kompleksie z fosforanem pirydoksalu

Dekarboksylaza ornityny (EC 4.1.1.17), ODC (z ang. ornithine decarboxylase) – enzym z klasy liaz.
Przeprowadza proces dekarboksylacji ornityny, w wyniku czego powstaje diamina, putrescyna:
 ⇌  + CO2
Jest to pierwszy etap biosyntezy poliamin. 

## Struktura
U ludzi enzym ten organizuje się w homodimer, a każda podjednostka składa się z 461 reszt aminokwasowych. 
Kofaktorem dekarboksylazy ornityny jest fosforan pirydoksalu przyłączony do reszty lizyny 69.